# Legio II Brittannica

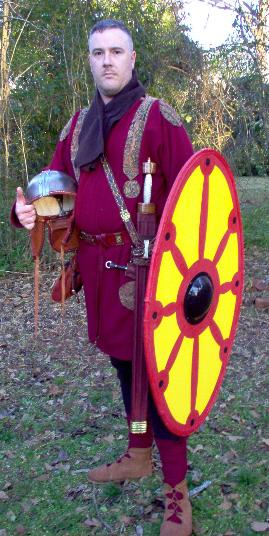
Reenactor, der einen Soldaten der Legio II Brittannica/Secunda Britannica (4. Jahrhundert) darstellt

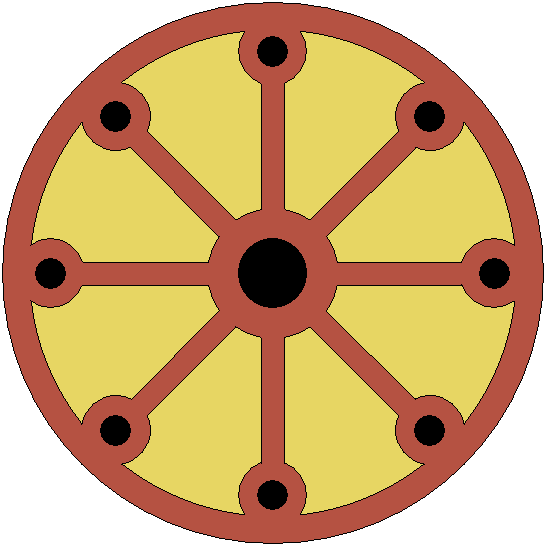
Schildbemalung der Legio Secunda Brittannica im frühen 5. Jahrhundert

Die Legio II Brittannica war eine Legion der römischen Armee, die wahrscheinlich während des Bestehens des britannischen Sonderreiches (287–296) von den Gegenkaisern Carausius oder Allectus aus dem mobilen Teil der Legio II Augusta, die unter dem Befehl des Comes litoris Saxonici per Britanniam in Rutupiae (Richborough) stand, als eigenständige Comitatenseseinheit herausgelöst wurde. Das Emblem der Legion ist nicht überliefert.
Die Legio II Brittannica wurde vermutlich im 4. Jahrhundert aufgeteilt und unterstand im frühen 5. Jahrhundert als Secunda Britannica in Gallien dem Magister Peditum Praesentalis (Magister militum) des Weströmischen Reiches. und als Legio Secundani Brittones (oder Brittaniciani) dem Magister equitum Galliarum. Als Secundani iuniores scheinen sie möglicherweise auch in der Notitia Dignitatum als Einheit unter dem Kommando des Comes Britanniarum auf. Deren Zusammenhang mit der Legio II Brittannica wird jedoch kontrovers gesehen.